# August Carpzov

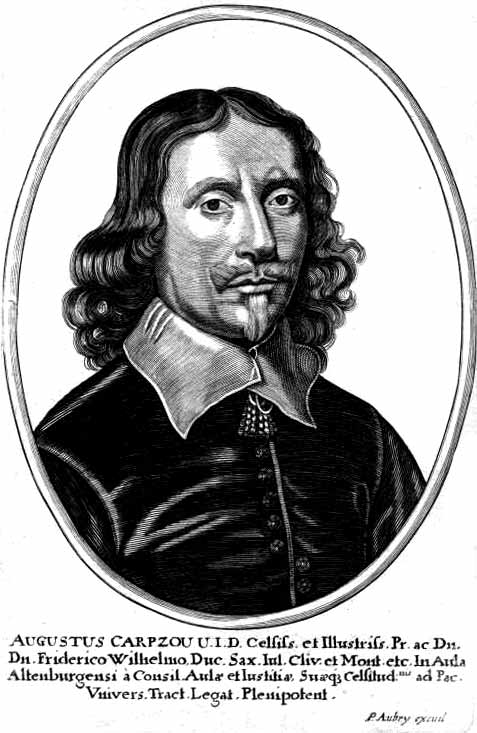
August Carpzov

August Carpzov

August Carpzov (* 4. Juni 1612 in Colditz; † 19. November 1683 in Coburg) war ein deutscher Jurist und Staatsmann, der sich insbesondere um das Land Sachsen-Coburg verdient gemacht hat.

## Leben
August Carpzov stammt aus der sächsischen Gelehrtenfamilie Carpzov. Er war der Sohn Benedikt Carpzov des Älteren. Er bezog vierzehnjährig die Universität Wittenberg, wechselte an die Universität Leipzig und ging später an die Universität Jena. Während seines zwölfjährigen Studiums widmete er sich allgemeinen Themen und beschäftigte sich mit den Rechtswissenschaften. So begleitete er seinen Bruder Konrad Carpzov 1636 zum Regensburger Kurfürstentag, wurde 1637 Advokat am Hofgericht in Wittenberg und promovierte im folgenden Jahr zum Doktor der Rechtswissenschaft.
Daraufhin wurde er Privatdozent und diente den Söhnen des kursächsischen Oberhofpredigers Matthias Hoë von Hoënegg als juristischer Berater. Dadurch gewann er das Vertrauen des einflussreichen Matthias Hoë von Hoënegg, der ihm abriet, eine juristische Professur zu übernehmen. Stattdessen ging er 1644 als Rat zum Grafen Johann Martin in Stolberg. Im Jahr darauf wurde er zum Hofrat des Herzogs Friedrich Wilhelm der II. von Sachsen-Altenburg ernannt und schlug die ihm angebotenen Stellen als Assessor am Oberhofgericht Dresden und am Schöppenstuhl in Leipzig aus.
Als Gesandter des Herzogs nahm er 1645 bis 1649 an den Friedensverhandlungen in Münster und Osnabrück teil, die zum Westfälischen Frieden führten, der den Dreißigjährigen Krieg beendete. Außerdem nahm er 1649 bis 1650 am Nürnberger Exekutionstag teil. Noch während der Verhandlungen dort wurde er 1649 zum Kanzler von Sachsen-Coburg berufen, übernahm damit das Amt des Konsistorialpräsidenten und wurde Aufseher der Coburger Kammer. Er lenkte in einer fast statthalterischen Stellung die Geschicke des Herzogtums Sachsen-Coburg nach dem Dreißigjährigen Krieg, das 1640 an Altenburg gefallen war. 1660 erwarb er in Coburg eine Stadtresidenz in der heutigen Judengasse 3.

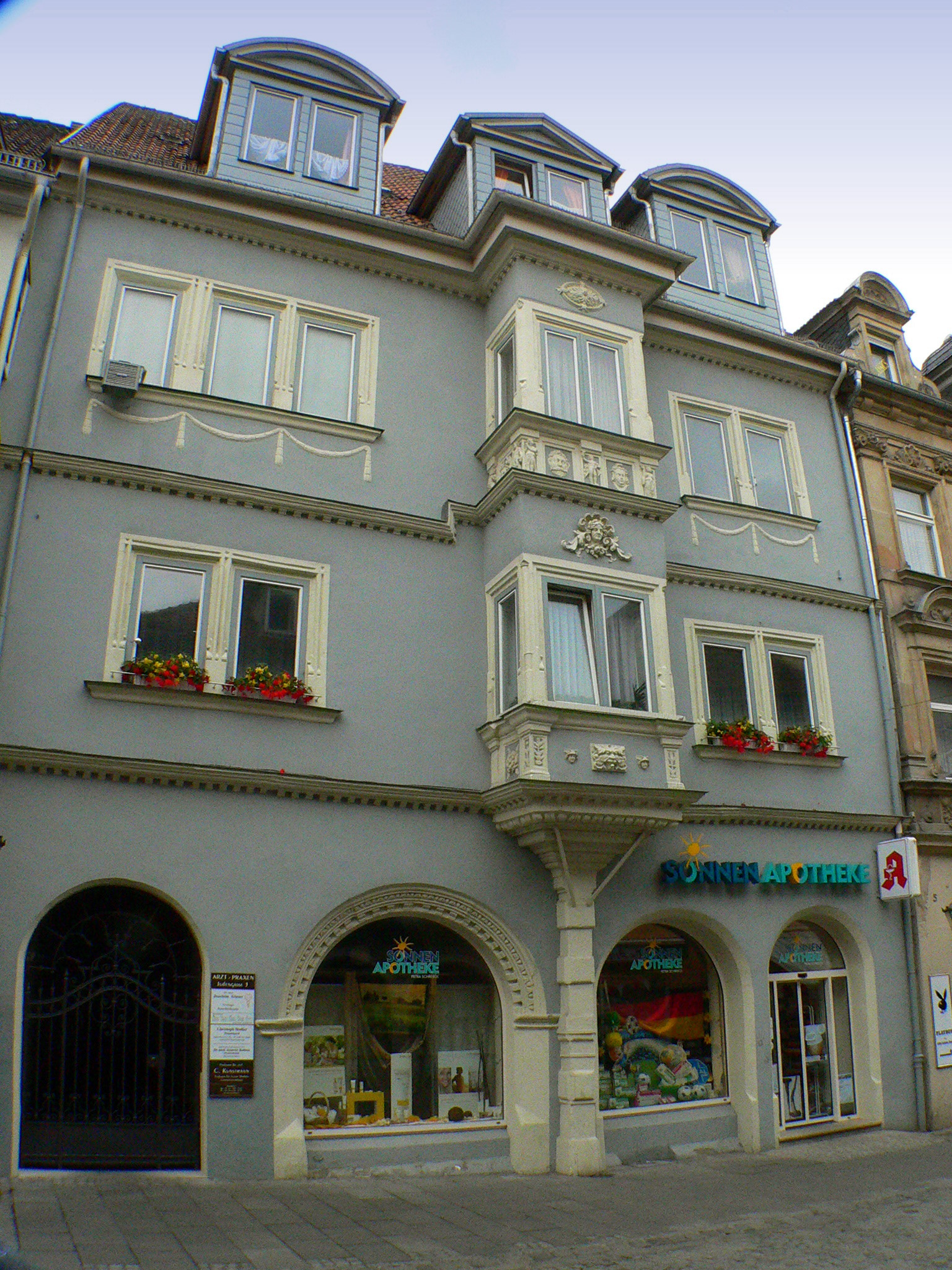
Stadtresidenz in der Coburger Judengasse 3

1672 kam Sachsen-Altenburg mit Coburg zum Haus Sachsen-Gotha unter Ernst den Frommen und wurde von nun an wie das gesamte Land von einem Regierungskollegium in Gotha verwaltet, dem Carpzov ab 1675 als Protoscholarch und Geheimrat angehörte, wozu er nach Gotha übersiedelte. Da der Versuch der gemeinsamen Hofhaltung im Schloss Friedenstein in Gotha scheiterte, wurde 1680 das Erbe unter den sieben Brüdern aufgeteilt. Albrecht wurde Herzog in Coburg.
Carpzov, der bereits 1678 nach Coburg zurückgekehrt war, erbat nach dem Amtsantritt von Albrecht seine Entlassung als Coburger Kanzler und blieb nur noch Geheimrat von Haus aus. In Coburg verbrachte Carpzov seinen Ruhestand und verstarb 1683. 
Die Überlieferungen schildern August Carpzov als einen mildtätigen, fest im Glauben verankerten Mann, der in seiner Ehe seit 1650 mit Sabina Elisabeth von Anckelmann der Vater von zwölf Kindern war. Durch zahlreiche Spenden unterstützte er gesellschaftliche Institutionen, verfasste juristische Dissertationen und eine Erbauungsschrift („Der gekreuzigte Jesus“ 1679).